# 杉地谷川
杉地谷川（すぎちだにがわ）は、徳島県勝浦郡上勝町を流れる勝浦川水系の河川である。

## 地理
勝浦郡上勝町の水源より上勝町を経て勝浦川上流に注ぐ。上流の上勝町福原には天泊り渕という落差約7mほどの滝がかかっており、杉地谷川の支流には杉地の滝がかかる。

## 自然景勝地
- 天泊り渕
- 杉地の滝

## 流域の自治体
徳島県
勝浦郡上勝町